# 佐藤由芽
佐藤 由芽（さとう ゆめ、1976年8月11日 - ）は、元四国放送 (JRT) のアナウンサー。
東京都出身。上智大学卒業。1999年に四国放送に入社し、2006年3月31日付で同局を退社した。

## 担当番組

### テレビ番組
- Our徳島
- Do Night Show!
- 土曜はナイショ!! - 進行役[2]
- 金曜ホットスタジオ
- 530フォーカス徳島
- 陣内智則のレインボークイズ in USJ（高知放送製作）
- 徳島新聞ニュース
- ビデオ広場

### ラジオ番組
- えんやこらワイド
- JRTサンデーウェーブ[3]
- 演歌deリクエスト - パーソナリティ[4]
- ロッテ僕の作文・私の作文 - 進行役[5]
- エスニック・チャンプルゥ